# Charles McDonnell
Charles James McDonnell (ur. 7 lipca 1928 w Nowym Jorku, zm. 13 lutego 2020) – amerykański duchowny katolicki, biskup pomocniczy Newark w latach 1994–2004.

## Życiorys
Święcenia kapłańskie otrzymał w dniu 29 maja 1954 i inkardynowany został do archidiecezji Newark.
15 marca 1994 papież Jan Paweł II mianował go biskupem pomocniczym Newark ze stolicą tytularną Pocofeltus. Sakry udzielił mu ówczesny zwierzchnik archidiecezji abp Theodore McCarrick. Na emeryturę przeszedł 21 maja 2004.
Zmarł 13 lutego 2020.